# Massen-Niederlausitz
Massen-Niederlausitz er en kommune i landkreis Elbe-Elster i den tyske delstat Brandenburg og er forvaltningssæde for Amt Kleine Elster (Niederlausitz).